# كأس ألمانيا 1943
كأس ألمانيا 1943 (بالألمانية: Tschammerpokal 1943)‏ هو الموسم 9 من كأس ألمانيا. أشرف على تنظيمه اتحاد ألمانيا لكرة القدم، وكان عدد الأندية المشاركة فيه 33، وفاز فيه فيرست فيينا.